# Sleinada
S.J.P. Sleinada, pseudoniem van A. Daniëls, voluit Johan Arnold Daniëls, (Hoensbroek, 2 september 1738 - Schaesberg, 6 april 1799) was een Nederlands schrijver en pastoor. Door de naam A. Daniels achterstevoren te lezen komt men op Sleinada. De voorletters S.J.P. staan voor ‘pastoor in Scheijdt’.
Sleinada schreef het eerste boek over de bokkenrijders. Het boek kwam uit vlak na het einde van de tweede bokkenrijdersperiode, toen veel familieleden van bokkenrijders nog in leven waren. Aangezien Daniëls geloofde dat de veroordeelden terecht veroordeeld waren als goddeloze boeven, gebruikte hij een pseudoniem. Latere auteurs hebben de toenmalige rechtsgang in twijfel getrokken.

## Biografie
Sleinada was zoon van Arnold Daniëls, schatheffer (ontvanger) en Catharina Meijers
Hij werd in 1763 in Roermond tot priester gewijd. Hij was na zijn priesterwijding tot 1765 kapelaan in Hoensbroek. In 1771 werd hij benoemd tot pastoor te Scheijdt (Schaesberg). Hij werkte daar tot aan zijn overlijden in 1799.